# 수후미구
수후미구(러시아어: Сухумский округ)는 1883년부터 1921년까지 존재했던 러시아 제국의 구로 행정 중심지는 수후미이며 면적은 8,621km2, 인구는 106,179명(1897년 당시 기준)이다. 현재의 압하지야에 걸쳐 있었다. 1921년 소련에 편입되었다.